# Nicolasa de Helguero y Alvarado
Nicolasa de Helguero y Alvarado (San Cebrián de Buena Madre, 4 de noviembre de 1719-Burgos, 1805) fue una poeta, monja cisterciense y noble española, cuya producción se enmarca en el neoclasicismo.

## Reseña biográfica
Fue hija de Nicolás de Helguero y Alvarado, capitán del castillo de San Martín de la Ría de Santander, y de Francisca González Villalobos Azevedo y Montoya. Entre sus parientes se cuentan fray Miguel Antonio Helguero y Alvarado, autor del poema Fábula de Andrómeda y Perseo, y dos abadesas del Real Monasterio de las Huelgas de Burgos, Ana María Helguero Alvarado (en los trienios 1723-1726 y 1729-1732) y Clara Antonia de Helguero y Alvarado (1732-1735). Su hermano Pedro, militar, participó en la batalla de Tolón y murió al servicio del rey, probablemente en la defensa de la plaza española de Orán, según consigna la propia Helguero en un poema laudatorio.
En sus escritos se presenta como marquesa viuda de San Isidro, sin que a la fecha, y a pesar del breve recorrido del marquesado, se haya podido determinar cuál fue su esposo. Tampoco consta cuándo tomó los hábitos. Es erróneo, como a veces se repite, que llegase a abadesa de Las Huelgas, ya que su nombre no aparece en los listados. Sí es mencionada como camarera de la abadesa en la visita que realizó Enrique Flórez al monasterio en junio de 1769.

## Obra
Aunque encerrada en el claustro, Helguero era conocida y tenida por erudita en los círculos eclesiásticos y de poder, por donde circularon manuscritos sus poemas. Lo prueban elogiosas menciones del padre Feijoo, la aparición de cuatro piezas de Helguero en un libro compuesto en memoria de Enrique Flórez y algunos otros textos conservados en la Biblioteca del Palacio Real de Madrid. Fue posiblemente fray Roberto Muñiz, monje cisterciense confesor de la congregación, quien promovió la publicación de las obras de Helguero cuando esta contaba con setenta años. El mismo Muñiz da noticia del plan editorial en el artículo que escribe sobre Helguero en su Biblioteca Cisterciense Española (1793). Así, en años consecutivos vieron la luz dos volúmenes de poesías:
Vida de Santa Mafalda, Reina de Castilla y monja cisterciense en el Monasterio de Arouça, en Portugal... á la que se ha añadido la versión de varios Salmos de David, en liras, composición de la misma autora, Burgos, Joseph de Navas, 1793.
En este romance, además de glosar la vida y obra de Mafalda de Portugal de acuerdo a las fuentes por entonces disponibles (Papebroeck, Ciria, Brandão, Sousa, Brito, Flórez...), se subraya su vínculo con la familia real castellana y el propio monasterio de Las Huelgas, que la servía de panteón. El poema llegó a tiempo de su beatificación en 1793.
La publicación incluye además paráfrasis de los salmos 50 (Mi Dios, misericordia), 22 (Dios inmenso me rige), 129 (Desde el profundo clamo), 92 (Del Señor poderoso), 136 (Sobre rojas orillas), 41 (Como el ciervo acosado), 52 («No hay Dios», dice allá el impío) y 3 (De dónde nace, Señor).
Poesías sagradas y profanas. Burgos, Joseph de Navas, 1794.
De esta colección destacan las composiciones:
- Rasgo de la vida del Patriarca san José, larga hagiografía en lira sexta (7a-11B-7a-11B-11C-11C), que se inscribe en la corriente de devoción a san José renovada por santa Teresa de Jesús.

- La Esposa en Ausencia de su Amado, en liras, imitación libre del Cantar de los Cantares.

- Las Heroínas de la Ley antigua, en liras, galería de retratos de las mujeres mencionadas en el Antiguo Testamento, muchas sin nombre, y que culmina en María, obra perfecta de la Creación.

- El ciclo de los Siete salmos penitenciales, en liras.

- Vida del papa Clemente XIV, en romance, fallecido en 1774, y que, siempre de forma poética, refleja las tensiones en la curia y en la Europa del momento. La fuente de la obra es la biografía de Clemente XIV escrita por Caraccioli y traducida por Nipho.[5]

- Otros poemas refieren a sucesos inmediatos como la muerte de Leopoldo de Austria, escrita desde la perspectiva de su viuda, María Luisa de Borbón, o incluso el ajusticiamiento de Luis XVI y María Antonieta.

La obra también incluye dos piezas teatrales: una Introducción burlesca y la subsiguiente Loa alegórica. Es de particular interés la Introducción, ya que en ella intervienen dos monjas y una priora, quizá personajes reales, ocupadas en las tareas domésticas del convento y en la preparación de un festejo a santa Teresa. Por su parte, los personajes de la Loa son la Devoción, Débora, Ester y Roma.
Algunos de los poemas mencionados por Muñiz no entraron en este volumen y, así como sus canciones, villancicos y obras de circunstancia, o bien se han perdido, o no han sido aún localizados.

## Estilo
Distinguen la producción de Helguero el fondo cultural, la intertexualidad, el manejo de fuentes, la originalidad de los temas y la ambición de algunos de sus proyectos. Es desde este despliegue erudito desde donde construye su autoridad. En cuanto al estilo, afirma Emilio Palacio que
Lo más destacado es el uso del lenguaje poético, que la diferencia del resto de las poetisas religiosas. Utiliza un estilo limpio y moderno, de estética neoclásica, con su ornato mitológico bien traído y con un uso comedido de las imágenes.
Menos benévolo fue el bibliógrafo Manuel Serrano y Sanz cuando la calificó de "afectada, pobre de ideas, y no muy rica de estilo".

## Ediciones modernas
- Empeño de ser Medusa (2020). Antología y edición de Elena Medel. Madrid: La bella Varsovia.
- Obra poética de Nicolasa de Helguero y Alvarado (2021). Edición digital de Iñaki Cano para el Proyecto BIESES (primera versión).